# Sixty Minute Man
Sixty Minute Man est une chanson de rhythm and blues écrite par Billy Ward et Rose Marks, et enregistrée par Billy Ward and his Dominoes en 1951. C'est l'un des premiers disques à succès de R&B à obtenir un succès également dans les classements pop. Il est considéré comme l'un des enregistrements les plus importants qui ont contribué à créer et à façonner le rock 'n' roll,.
En 1995, Sixty Minute Man est sélectionnée par le Rock and Roll Hall of Fame, comme l'une des « 500 chansons qui ont façonné le rock 'n' roll ».

## Contexte
Les Dominoes sont un groupe vocal afro-américain composé de Clyde McPhatter (1932–1972), qui quittera le groupe ensuite pour former The Drifters, Bill Brown (1926-1956), Charlie White (1930-2005), et Joe Lamont († 1998), menés par le pianiste, chef d'orchestre et auteur-compositeur Billy Ward (1921–2002). Ward est un coach vocal de formation classique qui a formé un partenariat commercial avec Rose Marks, un agent artistique de New York. 
Le tandem décide de mettre sur pied un groupe vocal pour rivaliser avec The Ink Spots, The Orioles et des groupes similaires qui commencent à être acceptés par le public blanc. En 1950, les Dominoes sont signés chez Federal Records et tiennent une série de sessions d'enregistrement aux National Studios à New York en novembre et décembre de cette année. 
Leur première parution, Do Something For Me, est le premier disque sur lequel McPhatter interprète le chant principal. Musicalement, la  chanson est un gospel, avec des mélismes du style gospel, mais elle est lyriquement laïque. Rencontrant le succès, la chanson entre dans les charts R&B début février 1951. Moins réussi est son successeur, le standard pop Harbour Lights, enregistré le 30 décembre 1950. 
La maison de disques se tourne ensuite vers une chanson radicalement opposée, Sixty Minute Man, un pur rhythm & blues  que le groupe a enregistrée le même jour. Le disque est publié en mai 1951 (Federal 12022) et atteint la 1re place des charts R&B à la fin du mois, une position qu'il occupe pendant 14 semaines. Le single atteint également la 17e position dans le palmarès des singles pop, et est élue Chanson de l'année pour 1951. 
Pour le chant principal, l'enregistrement utilise la voix de basse de Bill Brown, plutôt que celle de ténor de McPhatter. Les paroles présentent les vantardises du chanteur au sujet de ses prouesses sexuelles, prétendant pouvoir satisfaire ses conquêtes durant 60 minutes. 
Le refrain est explicite : 
There'll be fifteen minutes of kissin'
Then you'll holler « Please don't stop » (Don't stop!)
There'll be fifteen minutes of teasin'
Fifteen minutes of squeezin'
And fifteen minutes of blowin' my top.
Les paroles de ce type ont déjà une longue histoire. La référence à « Lovin' Dan » dans la chanson remonte au moins à la tradition des minstrel show du XIXe siècle, et le double sens est utilisé dans les paroles de blues depuis des décennies. 
Sixty Minute Man est interdite par de nombreuses stations de radio et est considérée à l'époque comme une chanson humoristique. Cependant, avec le recul, c'est un disque important à plusieurs égards : elle abolit les frontières entre le chant gospel et le blues, ses paroles repoussent les limites de ce qui était jugé acceptable jusque là, et elle séduit de nombreux auditeurs, aussi bien blancs que noirs, culminant à la 17e place dans les charts pop. Des reprises sont réalisées par plusieurs artistes blancs, dont Hardrock Gunter. Bill Haley et ses Comets interprètent la chanson au milieu des années 1950 lors de leurs concerts. Plus tard, le disque des Dominoes devient un des prétendants au titre de « premier disque de rock and roll »,.
Les paroles contiennent les termes « rock » et « roll » (« I rock 'em, roll 'em all night long »). Ce sont celles-ci qui auraient inspiré Alan Freed pour baptiser le « Rock 'n' roll ».
Grâce à ce tube, les Dominoes deviennent l'un des groupes vocaux les plus populaires des années 1950. En mars 1952, les Dominoes sont le seul groupe vocal à participer au Moondog Coronation Ball d'Alan Freed. Cependant, Bill Brown, chanteur principal de Sixty Minute Man, part en 1952 pour former un nouveau groupe, The Checkers, puis décède en 1956. Clyde McPhatter est remplacé par Jackie Wilson en 1953. En 1955, avec une nouvelle formation, les Dominoes enregistrent leur propre chanson réponse avec la même mélodie, Can't Do Sixty No More (avec le revers If I Never Get to Heaven), qui comprend la phrase « S'il vous plaît, excusez ce fusible grillé, mais je ne peux plus en faire soixante ».

## Musiciens
- Bill Brown : chant principal (basse)
- Clyde McPhatter : chant (ténor)
- Charlie White : chant (second ténor)[6]
- Joe Lamont : chant (baryton)[6]
- Billy Ward : piano
- Rene Hall : guitare électrique[13], arrangements

Les autres musiciens de studio (batterie, basse, orgue) ne sont pas connus.

## Autres enregistrements
Dès 1951, Sixty Minute Man est enregistré en duo par Hardrock Gunter et Roberta Lee, et aussi par les York Brothers. L'enregistrement de Lee et Gunter est cité comme l'un des premiers exemples de rockabilly. Jerry Lee Lewis enregistre la chanson en 1957 et en 1973. Dick Curless, un chanteur country du Maine, enregistre un arrangement (intitulé Lovin' Dan - 60 Minute Man) sur The Soul of Dick Curless de 1966 et sur Live at the Wheeling Truck Driver's Jamboree en 1973.
Rufus Thomas l'intègre dans son album Funky Chicken en 1970. Piano Red l'enregistre pour Happiness is Piano Red la même année. The Trammps sortent une version soul de la chanson en 1972. Clarence Carter enregistre Sixty-Minute Man pour son album Sixty Minutes en 1973. James Booker l'enregistre en 1976. Huey Lewis reprend fréquemment la chanson en concert. Dana Gillespie la chante sur Below the Belt en 1984. The Kingsmen en font une version a cappella dans leur album Lunchbox en 1995.
Une version live de Nancy Sinatra est incluse sur son DVD Live in Edimburgh, Scotland en 2002.
Sixty Minute Man suscite également des imitations, comme It Ain't the Meat des Swallows (1951), Can't Do Sixty No More des Du Droppers (1952), Don't Stop Dan des Checkers (1954), The Hatchet Man des Robins (1954) ou Dancin' Dan des Cadets (1956).

## Usage contemporain
- Sixty Minute Man est présenté dans le film Duo à trois (Bull Durham) en 1988, avec Kevin Costner, Susan Sarandon et Tim Robbins[21].
- Elle figure dans le film Shag en 1989, avec Phoebe Cates et Bridget Fonda[21].
- La chanson est présente dans le film Gross Anatomy de 1989, avec Matthew Modine.
- Ed Bradley, journaliste afro-américain pour 60 Minutes, un magazine d'information télévisé, interprète la chanson lors de promotions musicales dans lesquelles il est impliqué. Il la chante notamment sur scène avec Jimmy Buffett et le Coral Reefer Band lors d'un concert au Madison Square Garden de New York en novembre 2001.
- Sixty Minute Man est utilisée dans le jeu vidéo d'action-RPG de 2015, Fallout 4[21].